# Hurra – die Firma hat ein Kind
Hurra – die Firma hat ein Kind ist ein deutsches Spielfilmlustspiel von Hans Richter mit Walter Müller und Wera Frydtberg in den Hauptrollen. Der Geschichte liegt das Bühnenstück Bichon von Jean de Létraz zugrunde.

## Handlung
Der Segen im Haus des Emil Weininger hängt gründlich schief. Schuld daran trägt ein unschuldiges Baby namens Wölfchen, das einfach so bei den Weiningers abgegeben wurde. Als dann noch die resolute Zimmerwirtin Frau Schulz Sohn Karl der Vaterschaft bezichtigt, scheint ein großer Krach unabwendbar. Karl, der von nichts weiß und eigentlich nur Motorräder im Kopf hat, wendet sich in seiner Hilflosigkeit an seine Schwester Erika. Der kommt das „herrenlose“ Baby gerade recht, denn Erika soll auf Wunsch des Vaters den arroganten Schnösel Gottlieb Lampe heiraten, ein Geschäftsfreund ihres Vaters und wie dieser ebenfalls Fabrikant. Erika aber hat nur Augen für den charmanten aber ein wenig schüchternen Hartmut Stolzenberg, der als Prokurist in der Firma ihres Vaters arbeitet und von diesem als „Mädchen für alles“ in frühkapitalistischer Weise geknechtet wird.
Der alte Weininger ist daraufhin einem Tobsuchtsanfall und Nervenzusammenbruch nahe, doch von seinen Plänen, den ungeliebten Meister Lampe als neues Familienmitglied im Hause Weininger begrüßen zu wollen, will er dennoch nicht lassen. Selbst die Überredungsversuche seiner Frau Agathe und dessen Schwester Mathilde, die beide Erika mit ihrem Hartmut glücklich sehen wollen, können den störrischen Alten zu keinem Sinneswandel überreden. Dabei müsste Vater Weininger doch wissen, dass Schwiegersohn in spe Gottlieb ein ziemlich schlimmer Finger ist: Beide haben sich einst im Hotelzimmer einer etwas verruchten Dame kennen gelernt, der Tänzerin Lola Durango, die die deutlich älteren Möchtegern-Bonvivants damals finanziell ordentlich gerupft hatte. Während das Geschachers, wer nun wen heiratet, im Hause Weininger munter weitergeht, kümmert sich der treubrave Hartmut ebenso aufopferungsvoll wie linkisch um Baby Wölfchen, das unter seiner Obhut blüht und gedeiht.
Dann aber löst sich das ganze Kuddelmuddel recht schnell auf: Lola Durango ist die Mutter des Kindes, und Gottlieb Lampe der Vater. Lolas Zimmerwirtin Frau Schulz hatte falsch kombiniert. Lola war auf Tournee, und eine vor Ort aufgefundene Visitenkarte von Karl Weininger, die sein Vater bei dem Schäferstündchen versehentlich zurückgelassen hatte, ließ sie daraus schließen, dass dieser auch der Kindesvater sein müsse. Und so landete Wölfchen im Hause des Fabrikanten Weininger, der plötzlich ganz traurig ist, das kleine „Würmchen“ demnächst wieder abgeben zu müssen. Nun hat die Weininger-Firma nicht nur kein Kind mehr, sondern Tante Mathilde, der Schreckensherrschaft ihres Schwagers leid, hat in der Zwischenzeit die meisten Firmenanteile aufgekauft und feuert kurzerhand den Despoten Emil. Stattdessen ernennt sie den stolzen Stolzenberg zum neuen Chef, der nun endlich seine geliebte Erika heiraten kann.

## Produktionsnotizen
Im Sommer 1956 gedreht, wurde Hurra – die Firma hat ein Kind wurde am 11. oder 12. Oktober desselben Jahres uraufgeführt. Der Film wurde später auch unter dem Titel Karussell der Liebe gezeigt.
Herbert Sennewald übernahm die Produktionsleitung, Curt Stallmach und Rudolf Remp gestalteten die Filmbauten.
Es singen Illo Schieder, das Sunshine-Quartett und das Cornel-Trio.

## Kritik
Im Lexikon des Internationalen Films heißt es: „Platte „Volksbelustigung“, verziert mit etwas Schlagermusik. Der einzige Lichtblick in diesem unbeholfen inszenierten Lustspiel ist das Baby.“